# Sciaphila oligantha
Sciaphila oligantha là một loài thực vật có hoa trong họ Triuridaceae. Loài này được Maas miêu tả khoa học đầu tiên năm 1981.